# Transekt
Ein Transekt (englisch transect) ist ein Satz von Mess- bzw. Beobachtungspunkten entlang einer geraden Linie. Transekte werden methodisch in wissenschaftlichen Disziplinen verwandt, die einen räumlichen Bezug zu dem untersuchten Gegenstand herstellen. Vor allem werden Transekte bei Felduntersuchungen (Kartierung) in der Ökologie (Botanik und Zoologie) wie auch in der Geologie und Geoökologie genutzt.

## Methodik

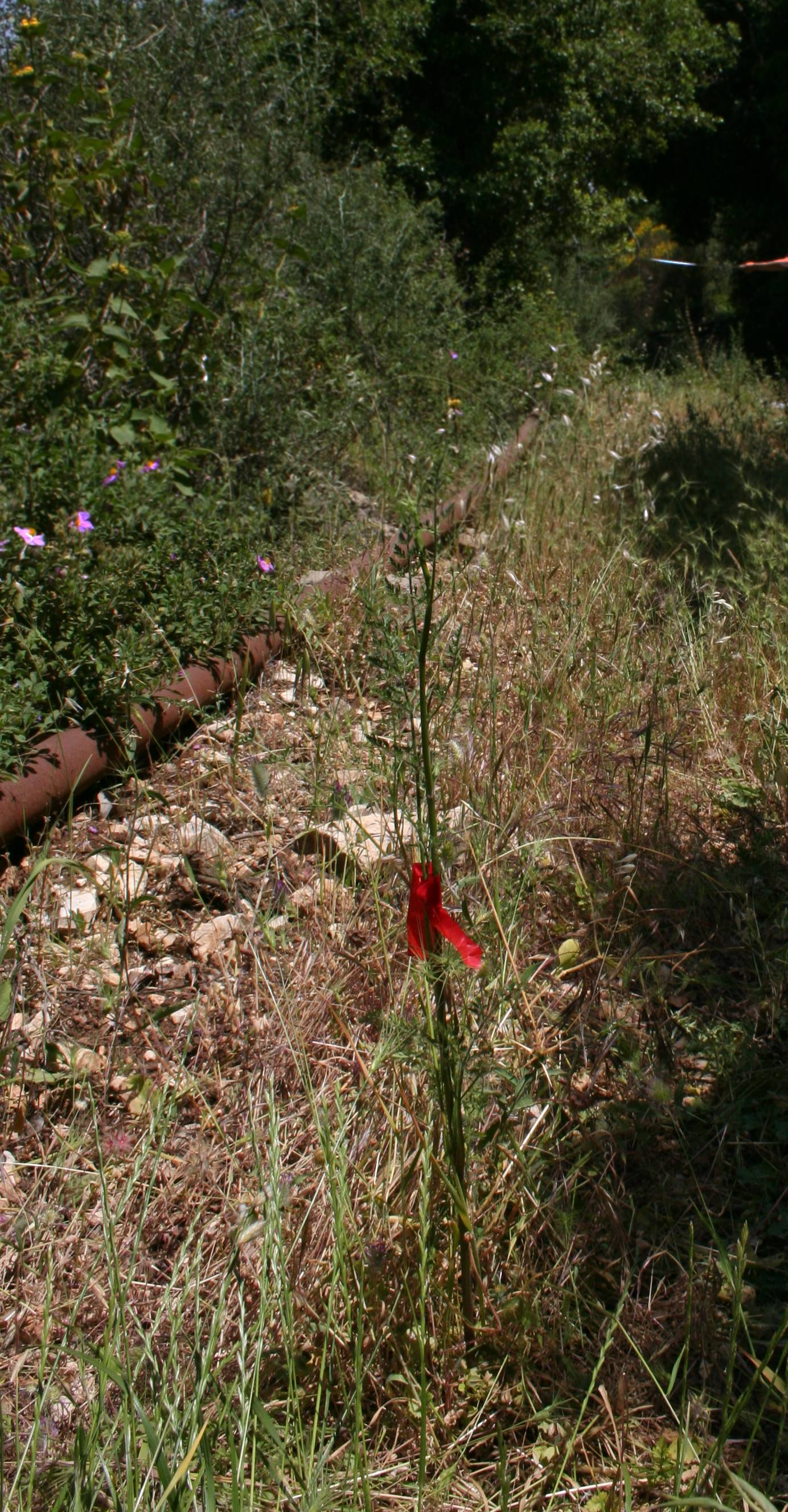
Transekt-Markierung bei zoologischer Kartierung in Galiläa/Israel

Ein Transekt kann nach unterschiedlichen Maßstäben gewählt werden. In der Regel verläuft ein Transekt linear. Auf ihm werden Mess- bzw. Beobachtungspunkte gesetzt. Vorteil der Transektkartierung ist die Wiederholbarkeit und die Standardisierung auch bei schwierigen Geländebedingungen.
Die Transekt-Kartierung wird häufig als Alternative zur aufwendigeren Rasterkartierung verwandt.
Transekte können von wenigen Metern bis zu hunderten Kilometern lang sein. Sie können zur exakten Ausrichtung z. B. per GPS oder Fluchtstangen vermessen sowie zur besseren Wiederauffindung mittels Markierungen (z. B. Schnüre, Stäbe) markiert werden.

## Zoologie
Bei standorttreuen Arten oder Arten mit einem geringen Aktionsradius (Insekten, Amphibien, Reptilien) bieten sich Transektuntersuchungen an.
Bei Faltern kann eine Freilanduntersuchung entlang eines Transekts z. B. aller 50 m wie folgt ablaufen: Ein Transekt wird in langsamen und gleichmäßigen Tempo abgeschritten und alle Schmetterlinge registriert, die bis etwa 2,5 m rechts und links des Weges sowie 5 m davor und darüber zu sehen sind. Die Untersuchung wird in einem einheitlichen Zeitraum durchgeführt (z. B. für 50 m nimmt man sich ca. 5 Minuten Zeit).
In der Ornithologie wird häufig beim Brut-Monitoring entlang eines Transekts kartiert. Bei der Revierkartierung (z. B. der Feldlerche) geht man häufig auch entlang eines Transekts vor. Beim Monitoring der deutschen Brutvögel in der Normallandschaft durch den DDA und für den Atlas deutscher Brutvogelarten (ADEBAR) werden Transekte zur standardisierten Erfassung eingesetzt.